# The Brian Jonestown Massacre
The Brian Jonestown Massacre – amerykański zespół rockowy, tworzący w stylistyce rocka psychodelicznego. Grupę utworzyli pod koniec lat 80. w San Francisco Anton Newcombe, Matt Hollywood, Ricky Rene Maymi, Patrick Straczek i Travis Threlkel. W obecnym składzie zespołu znajdują się Newcombe, Hollywood, Frankie „Teardrop” Emerson, Ricky Rene Maymi, Collin Hegna, Dan Allaire, Rob Campanella i Joel Gion.
Nazwa zespołu nawiązuje do Briana Jonesa i osławionej osady sekty Świątynia Ludu.

## Dyskografia
- 1993 Spacegirl & Other Favorites
- 1995 Methodrone
- 1996 Take It from the Man!
- 1996 Their Satanic Majesties' Second Request
- 1996 Thank God for Mental Illness
- 1997 Give It Back!
- 1998 Strung Out in Heaven
- 1999 Bringing It All Back Home – Again
- 2000 Zero: Songs from the Album Bravery, Repetition and Noise [EP]
- 2001 Bravery, Repetition and Noise
- 2003 And This Is Our Music
- 2005 We Are The Radio [EP]
- 2008 My Bloody Underground
- 2008 Just Like Kicking Jesus [EP]
- 2009 Smoking Acid [EP]
- 2009 One [EP]
- 2010 Who Killed Sgt. Pepper?
- 2014 Revelation
- 2018 Something Else